# Barranc de Gangolells
El Barranc de Gangolells és un torrent afluent per l'esquerra de la Riera de Llanera.
Neix a menys d'un km. al sud-est del turó de Sant Gabriel. De direcció predominant cap al sud-oest, deixa a la seva riba esquerra les masies de Gangolells i Massafreds i el nucli de Sant Just d'Ardèvol. Desguassa a la Riera de Llanera a la frontera dels termes municipals de Torà (a ponent) i Pinós (a llevant).

## Termes municipals per on transcorre
Des del seu naixement, el Barranc de Gangolells passa successivament pels següents termes municipals.
|                                      | Longitud (en m.) | % del recorregut |
| ------------------------------------ | ---------------- | ---------------- |
| Per l'interior del municipi de Riner | 257              | 5,23%            |
| Per l'interior del municipi de Pinós | 4.658            | 94,77%           |

## Xarxa hidrogràfica
La xarxa hidrogràfica del Barranc de Gangolells està constituïda per 25 cursos fluvials que sumen una longitud total de 24.877 m.

### Distribució municipal
El conjunt de la xarxa hidrogràfica del Barranc de Gangolells transcorre pels següents termes municipals:
| Municipi | Cursos o trams | Longitud que hi transcorre |
| -------- | -------------- | -------------------------- |
| Riner    | 6              | 1.368 m.                   |
| Pinós    | 25             | 23.519 m.                  |